# シャノン・イザル
シャノン・イザル（Shannon Izar、1993年5月8日 - ）は、フランスの女子ラグビー選手。

## プロフィール
- イギリス・ロンドン出身[1]。
- ポジションはセンター(CTB)。
- 身長 172cm、体重 69kg
- ワールドカップ2014・2017の女子フランス代表に選ばれたことがある[2]。

## 略歴
2016年、リオ五輪の7人制女子フランス代表に選ばれた。
そして2021年、東京五輪の7人制女子フランス代表に選ばれて銀メダル獲得。